# Cadeira Tulipa
A Cadeira Tulipa é um projeto de Eero Saarinen, criado em 1955 e 1956 para a empresa Knoll em Nova Iorque. Ela foi concebida principalmente como uma cadeira para complementar a mesa de jantar. A cadeira tem as linhas suaves do modernismo e experimentava com materiais modernos para o seu tempo. A cadeira é considerada um clássico do design industrial.
A cadeira é muitas vezes considerada como fruto da "era espacial", devido ao uso de curvas e de materiais artificiais futuristas.

## Design e Construção
Saarinen disse: "As pernas das cadeiras e mesas em um interior típico faz um mundo feio, confuso e inquieto. Eu queria limpar essa favela de pernas. Eu queria fazer da cadeira algo único de novo".
O designer esperava produzir a cadeira como uma peça única feita inteiramente de fibra de vidro, mas este material não era capaz de suportar a base, e os protótipos eram propensos a quebrar. Como resultado, a base da cadeira tulipa é de alumínio fundido com um acabamento revestido de náilon para combinar com a parte superior, dando a aparência de uma única unidade. A concha superior é de fibra de vidro moldada, com um acabamento reforçado de plástico. A almofada de espuma estofada é removível, com fecho de velcro.
Saarinen recebeu uma patente para a cadeira Tulipa em 1960.

## Prêmios
- Prêmio do Museu de Arte Moderna, de 1969
- Prêmio Federal de Design Industrial, de 1969
- Prêmio Design Center Stuttgart, De 1962

## Projeto Cybersyn
Em 1971, uma forma modificada da cadeira Tulipa foi usada na concepção do Projeto Cybersyn